# Бад-Кёцтинг
Бад-Кёцтинг (нем. Bad Kötzting) — город и городская община в Германии, в земле Бавария. 
Подчинён административному округу Верхний Пфальц. Входит в состав района Кам.  Население составляет 7256 человек (на 31 декабря 2010 года). Занимает площадь 62,17 км². Официальный код  —  09 3 72 137.

## Население
По оценке на 31 декабря 2015 года население общины Бад-Кёцтинг составляет 7301 чел. 

| Дата      | 1840 | 1871 | 1900 | 1925 | 1939 | 1950 | 1961 | 1970 | 1987 | 2011 |
| --------- | ---- | ---- | ---- | ---- | ---- | ---- | ---- | ---- | ---- | ---- |
| Население | 4161 | 4422 | 4545 | 5436 | 5468 | 7246 | 6484 | 6905 | 6805 | 7111 |

| Год       | 1960 | 1970 | 1980 | 1990 | 2000 | 2009 | 2010 | 2011 | 2012 | 2013 | 2014 | 2015 |
| --------- | ---- | ---- | ---- | ---- | ---- | ---- | ---- | ---- | ---- | ---- | ---- | ---- |
| Население | 6297 | 6918 | 6801 | 7011 | 7441 | 7323 | 7256 | 7084 | 7133 | 7143 | 7203 | 7301 |

## Города-побратимы
- Альтеа, Испания
- Бандоран, Ирландия
- Белладжо, Италия
- Гранвиль, Франция
- Зволен, Словакия
- Карккила, Финляндия
- Кёсег, Венгрия
- Марсаскала, Мальта
- Мерссен, Нидерланды
- Нидеранвен, Люксембург
- Превеза, Греция
- Пренай, Литва
- Сезимбра, Португалия
- Сигулда, Латвия
- Сушице, Чехия
- Тюри, Эстония
- Укселёсунд, Швеция
- Уффализ, Бельгия
- Хойна, Польша
- Хольстебро, Дания
- Шерборн, Великобритания
- Юденбург, Австрия

## Организации
- Радиоастрономическая обсерватория Ветцеля